# Temporada 2022-23 de la Unión Deportiva Almería
La Temporada 2022-23 fue la 7ª temporada en la historia de la UD Almería y su primera temporada de regreso a la máxima categoría desde 2015. El club participó en La Liga y la Copa del Rey.

## Previa
Tras ganar por primera vez la Segunda División de España el 29 de mayo de 2022, el Almería se clasificó para la Primera División de España 2022-23.

### Clasificación temporada anterior
Articulo Principal: Segunda División de España 2021-22
| Pos. | Equipo     | Ptos. | PJ | PG | PE | PP | GF | GC | Dif. | Ascenso o Descenso            |
| ---- | ---------- | ----- | -- | -- | -- | -- | -- | -- | ---- | ----------------------------- |
| 1    | Almería    | 81    | 42 | 24 | 9  | 9  | 68 | 35 | +33  | Ascenso a Primera División    |
| 2    | Valladolid | 81    | 42 | 24 | 9  | 9  | 71 | 43 | +28  | Ascenso a Primera División    |
| 3    | Eibar      | 80    | 42 | 23 | 11 | 8  | 61 | 45 | +16  | Acceso a Play-offs de ascenso |
| 4    | Las Palmas | 70    | 42 | 19 | 13 | 10 | 57 | 47 | +10  | Acceso a Play-offs de ascenso |
| 5    | Tenerife   | 69    | 42 | 20 | 9  | 13 | 53 | 42 | +15  | Acceso a Play-offs de ascenso |

## LaLiga

### Partidos
1. Almería 1-2 Real Madrid
2. Elche 1-1 Almería
3. Almería 2-1 Sevilla
4. Valladolid 1-0 Almería
5. Almería 0-1 Osasuna
6. Mallorca 1-0 Almería
7. Athletic 4-0 Almería
8. Almería 3-1 Rayo
9. Betis 3-1 Almería

## Copa

### Primera ronda
Arenteiro 2-0 Almería